# 石川真澄 (浮世絵師)
石川 真澄（いしかわ ますみ、1978年1月-）は平成時代以降に活躍する現代浮世絵師、画家である。今昔ラボ主宰。

## 略歴
6代目歌川豊国の門人。歌川を称し、国真、一狂斎国真とも号す。1978年1月、東京都葛飾に生まれる。子供の頃からマンガが好きで、小学3年生の時にフィンセント・ファン・ゴッホの作品を見て衝撃を得て、以降作画活動を始めた。その後、高校時代に初めて歌川国芳の「相馬の古内裏」の駅貼りポスターを見て浮世絵に魅かれ興味を抱いた。大学に在学していた時、原宿クロックワークや葛飾テクノプラザなどで頻繁に個展を開催している。また、CDジャケット制作、美容室の内壁デザインなどの仕事を手掛けながら、浮世絵の画法を独自に研究、特に国芳の作品に魅かれており今に至る。従来までの伝統に束縛されない新しい浮世絵の魅力を発信し続けている。2000年5月、22歳の時に偶然、テレビにおいて六代目歌川豊国の特集が放映されたのを見たことを契機に、六代目豊国の大阪の自宅を訪問したうえで、入門した。この時に歌川国真という画号を与えられている。しかし、同年の11月11日に師が死去したため、独学によって浮世絵を習得、絵師・画家として独立をした。常に、浮世絵の持つ伝統技法を生かしつつ、現代風の肉筆画を描いている。2015年から版元UKIYO−E PROJECT   
と提携してロックバンドKISSやデヴィッド・ボウイ、アイアン・メイデンとのコラポレーション浮世絵版画、映画『スターウォーズ』とのコラボレーション浮世絵版画、『New Era』とのコラボレーションなど、今日(こんにち)の浮き世の有様を絶妙なタッチにより描いている。

## 作品

### 肉筆画
- 「龍平丸、逢魔ケ時」 紙本着色 12号  ※「一狂斎国真画」の落款
- 「修羅街道まっしぐら」 インク 12号
- 「くちは禍いの門」 紙本着色
- 「猫七様図 つきよ」 紙本着色
- 「國真妖異伝之内傑士虎仁王逢魔ケ時」 紙本着色
- 「首野川家祝縁図」 紙本着色
- 「宮城野(美人画)」 紙本着色
- 「星間大戦絵巻 侍第師範 擁懦」 紙本着色 2020年
- 「金があれば馬鹿もりこう」 紙本着色
- 「道中鏡歌」 紙本着色
- 「UNTITLED / TOKYO AUTO SALON 2020」 紙本着色
- 「欧米銀幕偉人伝 クリント・イーストウッド」 紙本着色

### 木版画
- 「接吻四人衆大首揃」 ※KISS浮世絵、彫師・渡辺和夫、摺師・吉田秀男、2015年
- 「接吻四人衆変妖図」 ※KISS浮世絵、彫師・関岡裕介、摺師・岡田哲也、2015年
- 「浮世粋男接吻四人衆之内  宝琉須丹礼」 ※KISS浮世絵、彫師・関岡裕介、摺師・伊藤達也、2015年
- 「地獄大夫実ハ壊泥」 ※アイアン・メイデン浮世絵、彫師・馬場沙絵子、摺師・鉄井裕和、2016年
- 「辻斬り壊泥」 ※アイアン・メイデン浮世絵、彫師・渡辺和夫、摺師・吉田秀男、2016年
- 「出火吐暴威変化競 鬼童丸」 大英博物館所蔵  ※デビットボウイ浮世絵、2018年
- 「出火吐暴威変化競 竹沢藤次」 大英博物館所蔵  ※デビットボウイ浮世絵、2018年  以上全作の版元はUKIYOE PROJECT
- 「星間大戦絵巻 暗黒卿 堕悪巣俾荼」 ※スターウォーズ浮世絵、2015年
- 「星間大戦絵巻 惑星補巣の戦い」 ※スターウォーズ浮世絵、彫師・渡辺和夫、摺師・吉田秀男、2015年
- 「星間大戦絵巻 阿弥陀羅姫 R弐D弐」 ※スターウォーズ浮世絵、彫師・関岡裕介、摺師・鉄井裕和、2015年
- 「星間大戦絵巻 暗黒卿 堕悪巣曚娄」 ※スターウォーズ浮世絵、2016年
- 「星間大戦絵巻 摸巴怖獲賭」 ※スターウォーズ浮世絵、2016年
- 「星間大戦絵巻 千年飛鷹流水図」 ※スターウォーズ浮世絵、2016年
- 「星間大戦絵巻 侍第師範 擁懦」 ※スターウォーズ浮世絵、2020年
- 「宇宙海賊 孤舞邏」赤版 ※コブラ浮世絵
- 「宇宙海賊 孤舞邏」紫版 ※コブラ浮世絵

### ジークレー版画
- 「猫しぐさ名彩模様」 ※印刷、BE@RBRICKの原画、2021年